# Chana Star S460
Chana Star S460 (кит. 长安之星S460) — микровэн, выпускавшийся суббрендом Chana китайской компании Changan Automobile.

## Описание
Chana Star S460 был представлен в 2008 году компанией Changan Automobile. Он оснащался 1,3-литровым двигателем мощностью 82 кВт или же 1,0-литровым двигателем. Ценовой диапазон варьировался от 35500 до 47900 юаней.

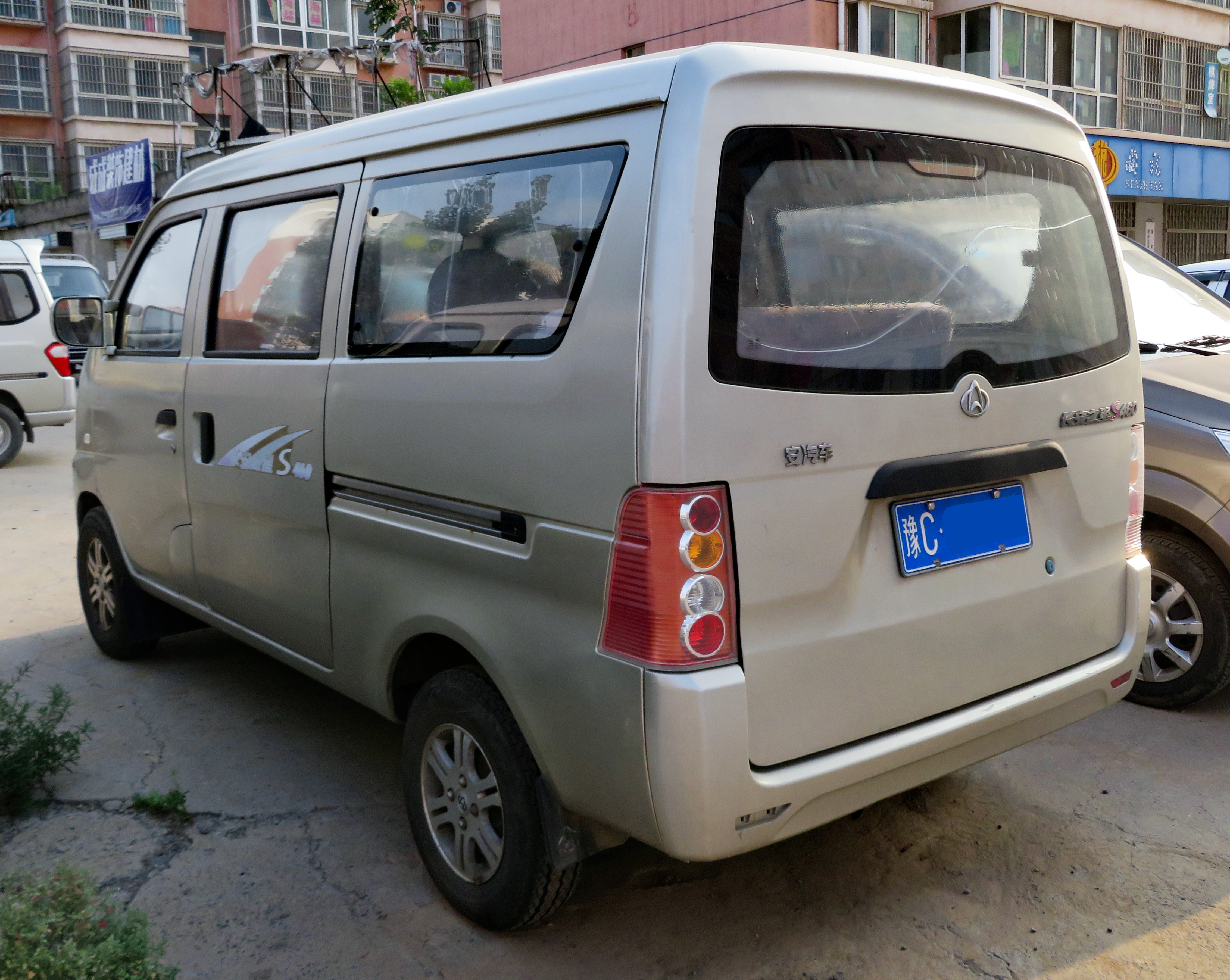
Оригинальный Chana Star S460 (вид сзади)
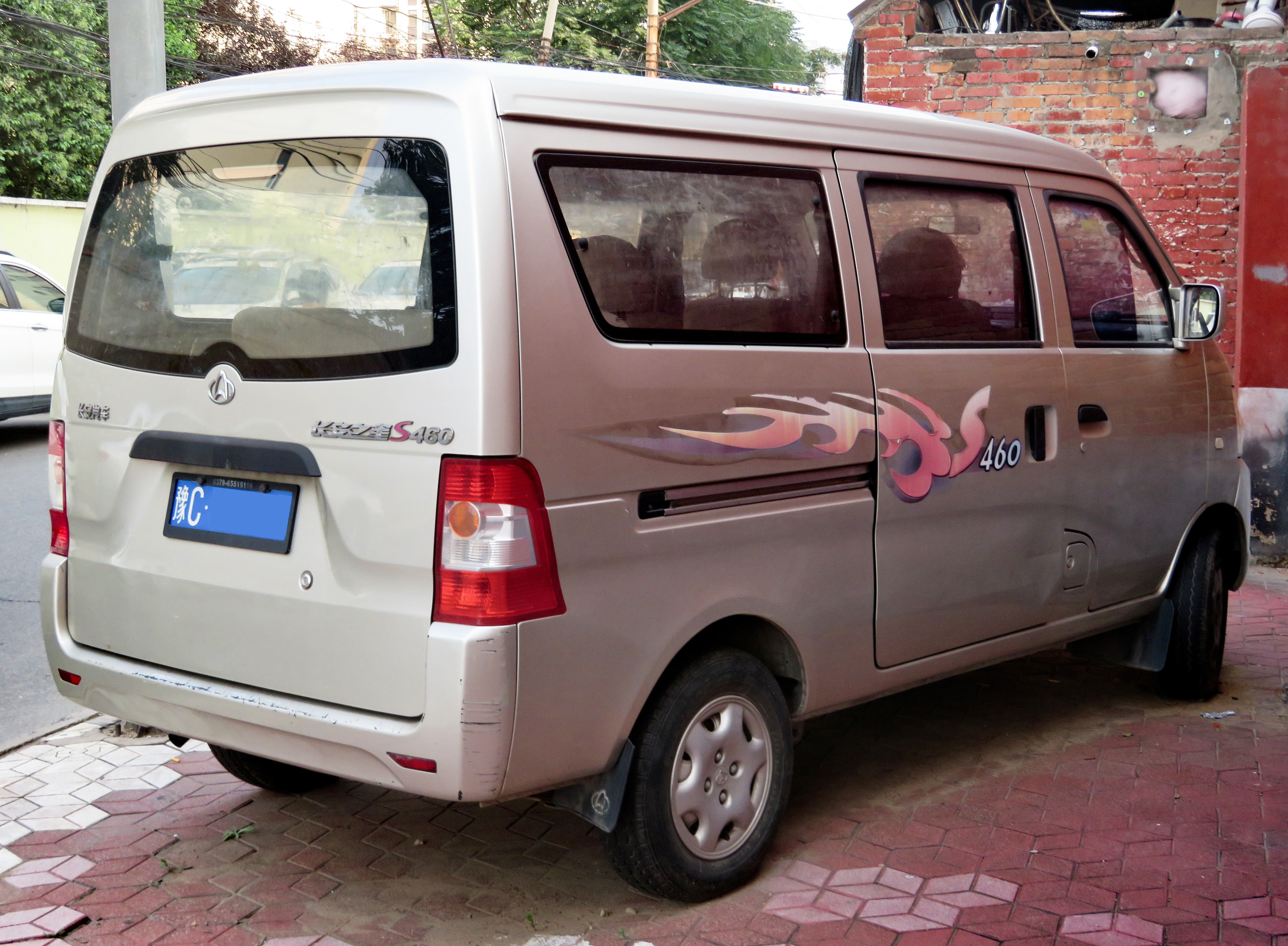
Фейслифтинговый Chana Star S460 (вид сзади)

## Kuayue Chana V3
Kuayue Chana V3 являлся ребеджинговым вариантом Star S460 до фейслифтинга с переработанной передней частью.

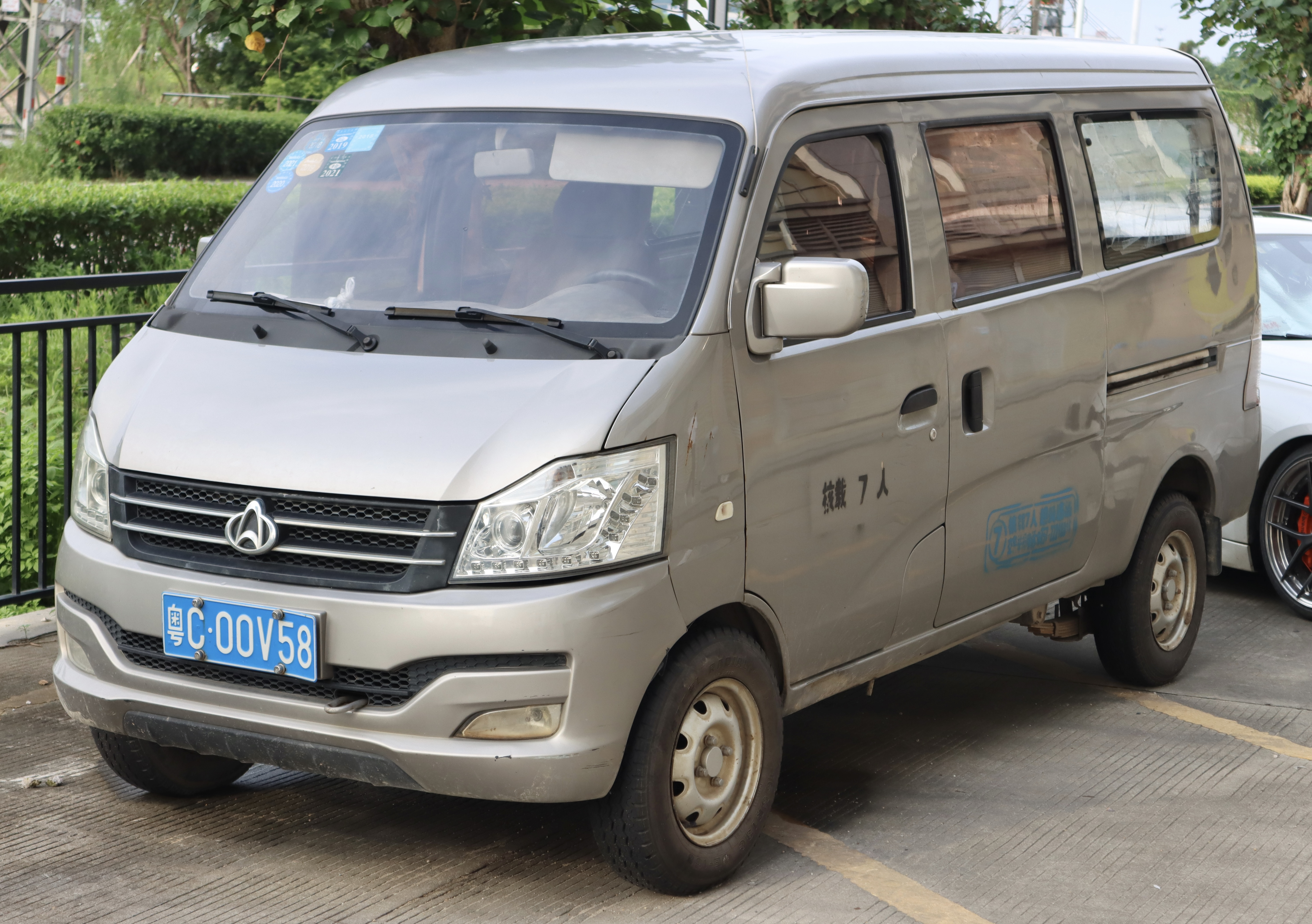
Вид спереди
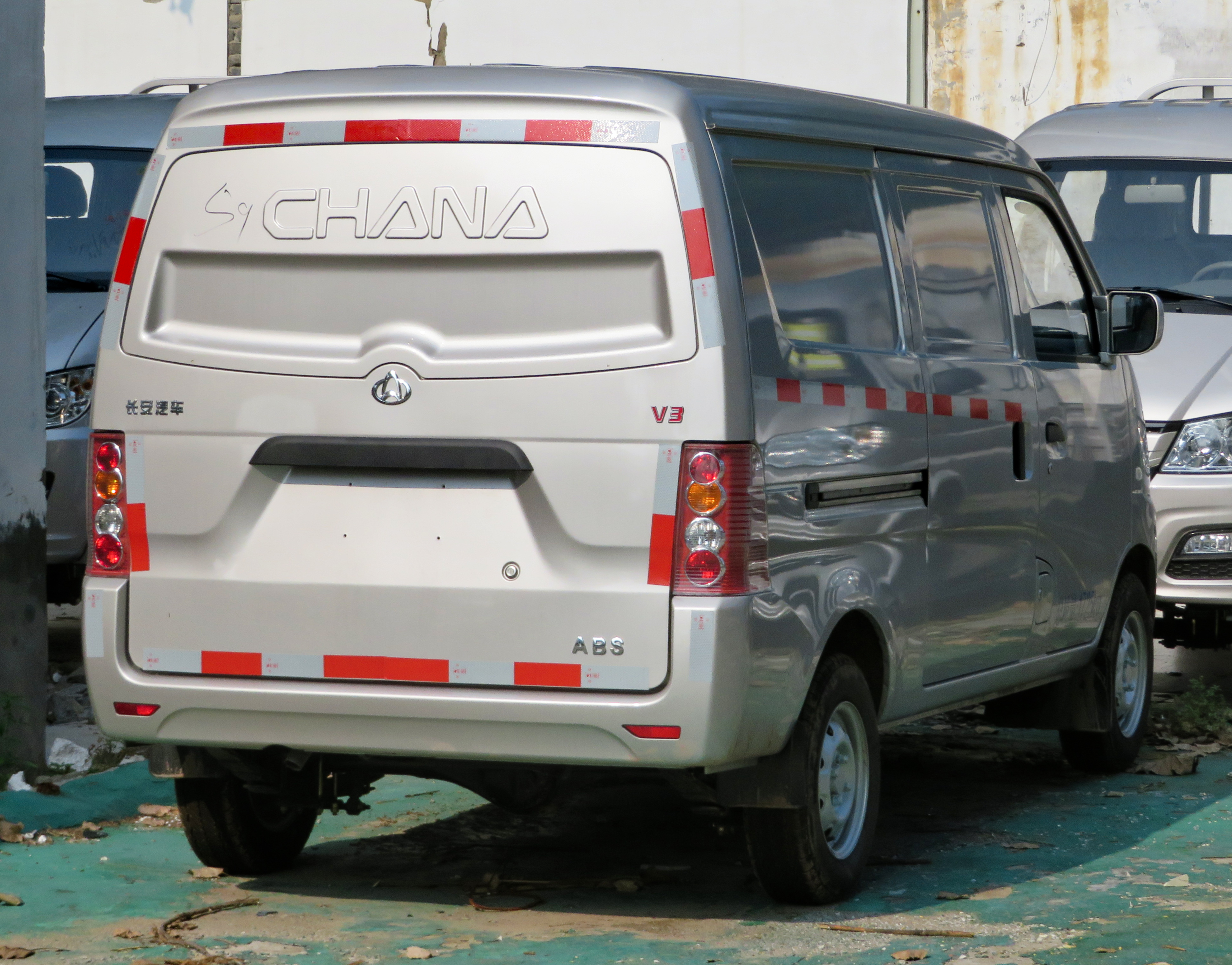
Вид сзади

## Changhe Fuyun
Changhe Fuyun (кит. 昌河福运) — ребеджинговый вариант Chana Star S460 производства компании Changhe. Ценовой диапазон варьировался от 39800 до 41800 юаней.

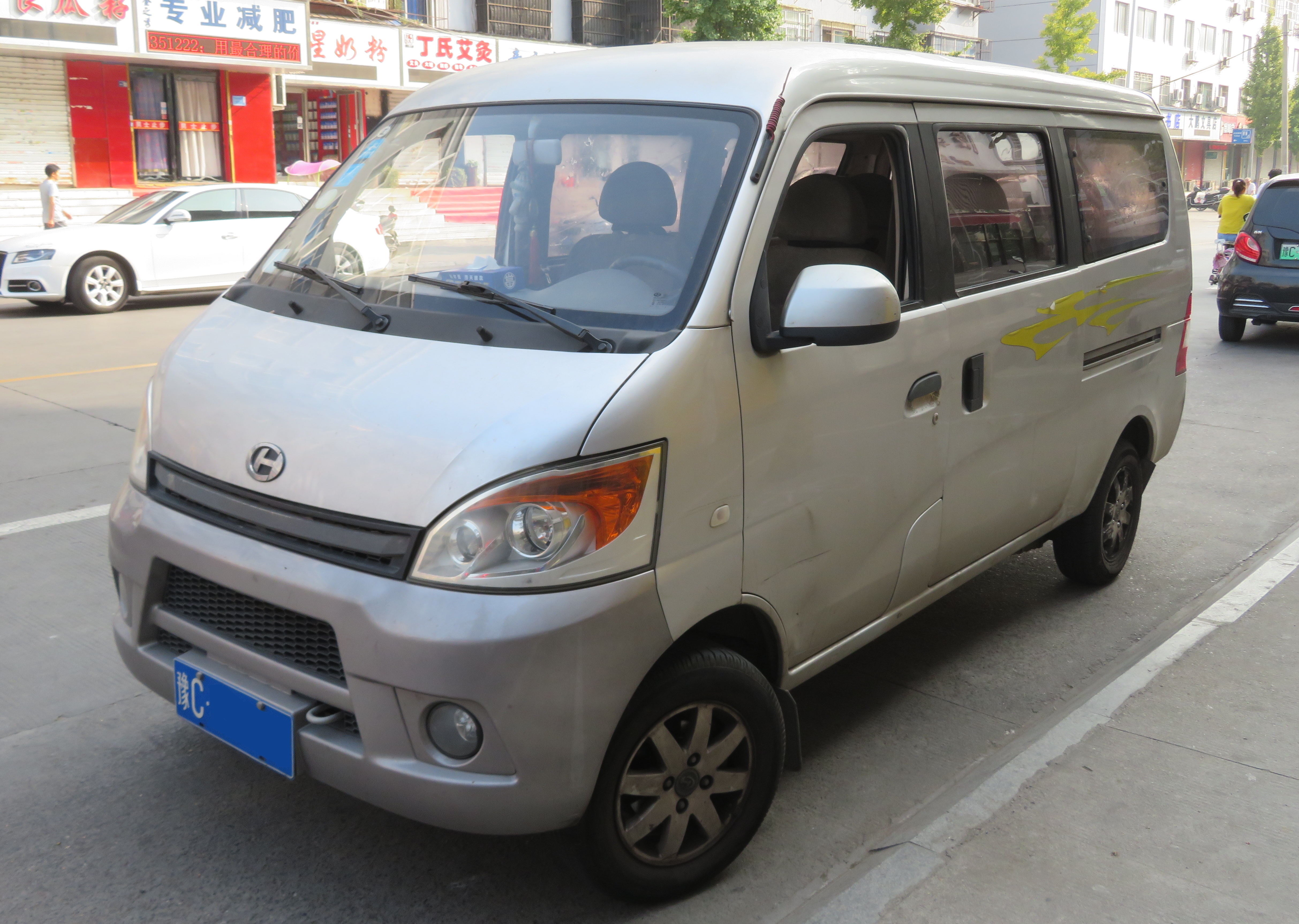
Вид спереди
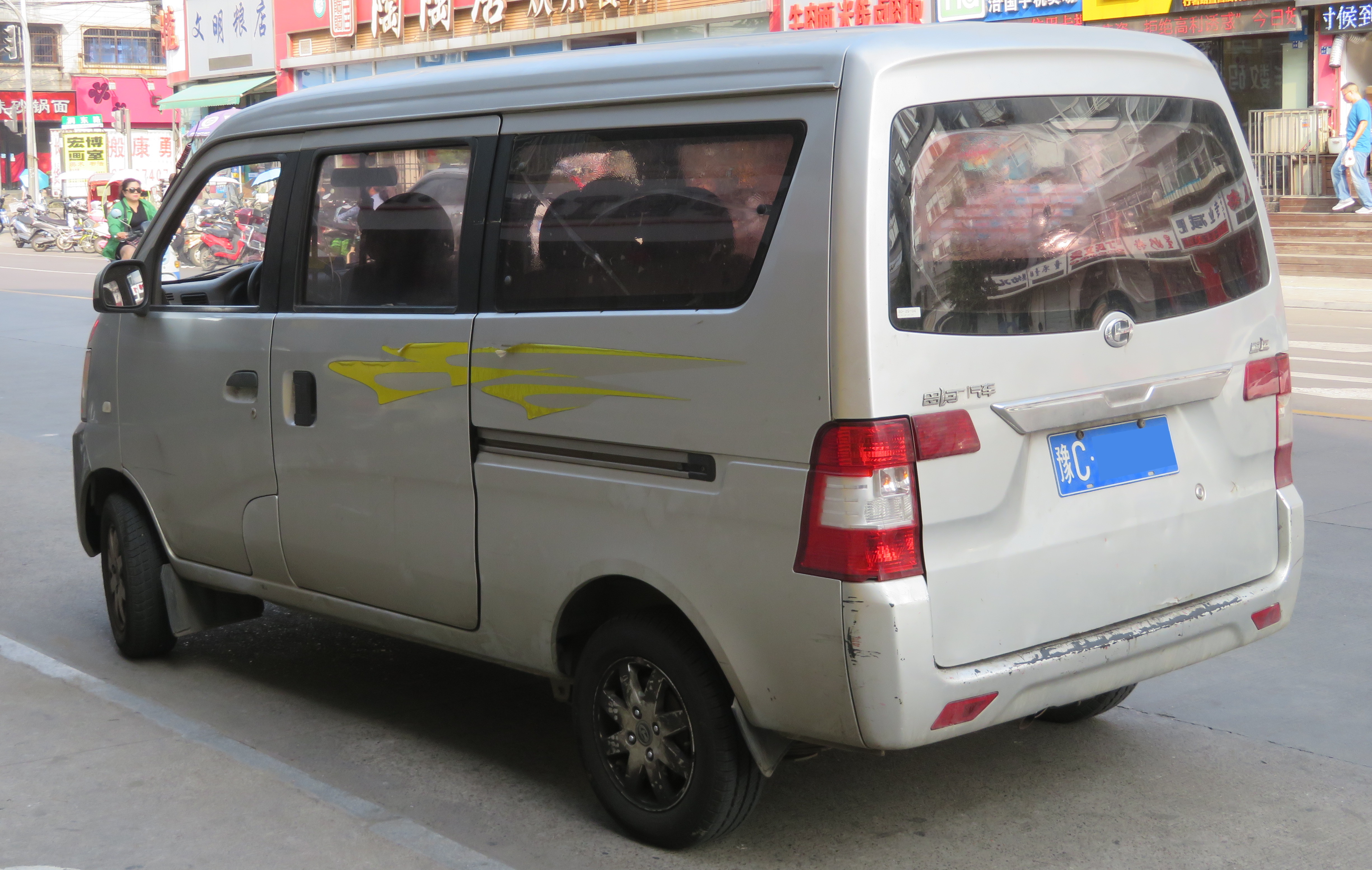
Вид сзади

## Hafei Junyi
Hafei Junyi (кит. 哈飞骏意) был запущен в производство в 2011 году, через год после того, как бренд Hafei стал принадлежать китайской компании Changan. Автомобиль имеет переработанную переднюю часть и слегка переработанную заднюю часть. Длина уменьшена до 4025 мм, ширина — до 1645 мм, а высота — до 1910 мм. Автомобиль оснащён 1,3-литровым двигателем мощностью 99 л. с. и крутящим моментом 120 Н⋅м.

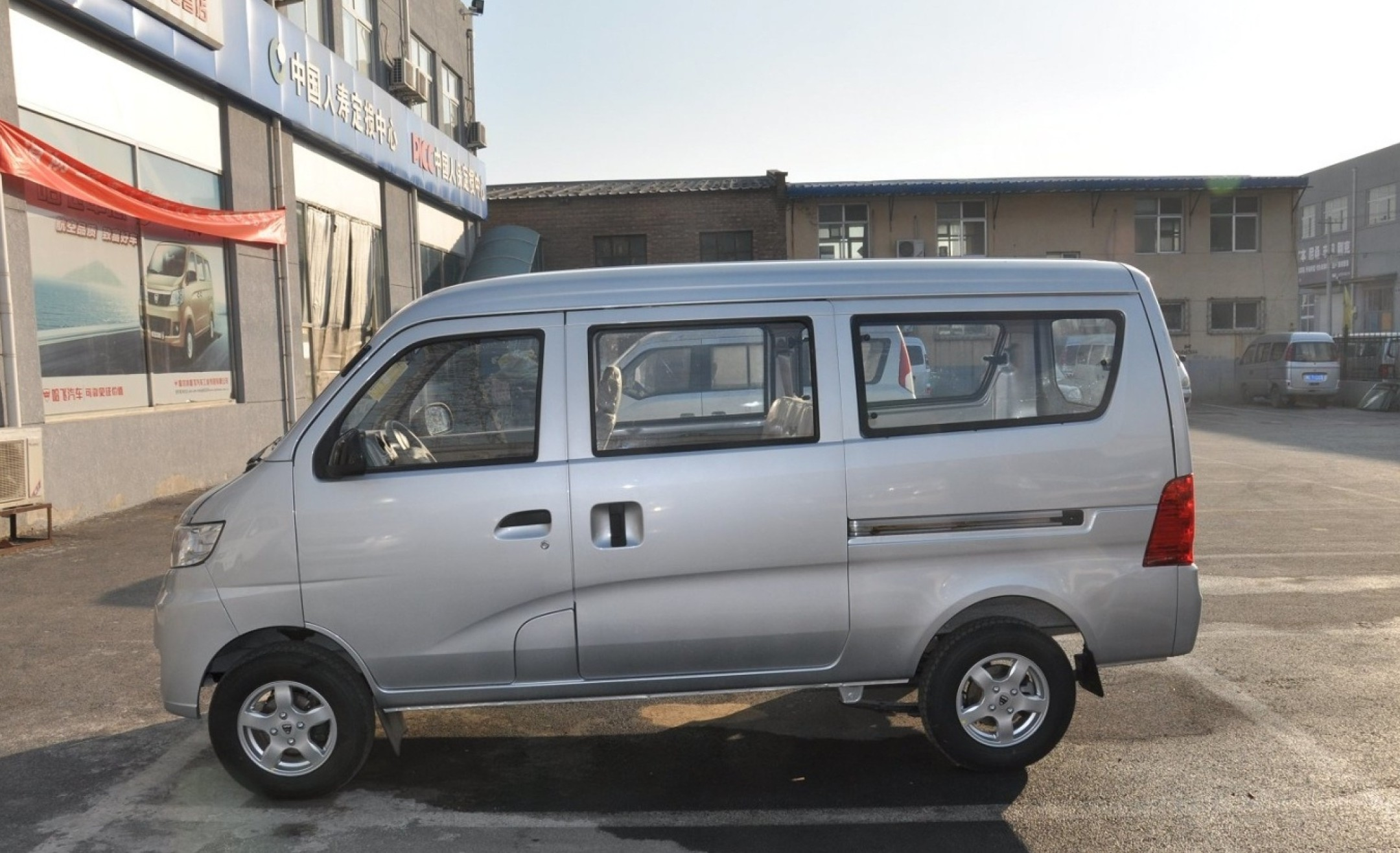
Вид сбоку